# Lijst van ridderorden en onderscheidingen in Oostenrijk
Dit artikel geeft een lijst van ridderorden en onderscheidingen in Oostenrijk.
- De Orde van de Vlecht ("Zopforden")
- De Orde van het Gulden Vlies ("Orden vom Goldenen Vlies") 1430 - heden
- De Orde van de Slavinnen van de Deugd ("Orden der Sklavinnen der Tugend") 1662 - rond 1720
- De Medaille met het Allerhoogste Regeringsmotto tot 1848
- De Orde van het Sterrenkruis ("Sternkreuzorden") (18 september 1668 - heden
- De Orde van de Naastenliefde ("Orden der Liebe des Nächsten") 1708 - rond 1750
- De Elisabeth-Theresia-orde ("Elisabeth-Theresien-Orden") 1750 - 1918
- De Militaire Orde van Maria Theresia 18 juni 1757 - uitgestorven in 1986[1]
- De Medaille van Genade "Virtute et Exemplo" ("Gnadenmedaille Virtute et Exemplo") 1764
- De Medaille voor Militaire Artsen en Chirurgen ("Medaille für Militär-Ärzte und Chirurgen") (1785)
- De Herinneringsmunt voor Dapperheid ("Ehren-Denkmünze für Tapferkeit"), later "Medaille voor Dapperheid" genoemd, 19 juli 1789
- De Militaire Medaille voor Dapperheid en Verdienste tijdens de Opstand van 1790 in de Oostenrijkse Nederlanden ("Militär-Verdienstmedaille für Tapferkeit während des Aufstandes 1790 in den Österreichischen Niederlanden") 1790
- De Herinneringsmedaille voor Vrijwilligers uit de Provincie Limburg ("Erinnerungsmedaille für die Freiwilligen aus der Provinz Limburg") 1790
- De Medaille voor Militaire Verdienste voor Nederlandse Soldaten ("Militärverdienstmedaille für Niederländische Soldaten") 1792
- De Tiroler Medaille voor Verdienste en ter Herinnering aan het Jaar 1796 ("Tiroler Erinnerungs- und Verdienstmedaille von 1796") 1796
- De Militaire Medaille van Olmütz ("Olmützer Militärmedaille") 1796
- De Tiroler Medaille voor Verdienste en ter Herinnering aan het Jaar 1797 ("Tiroler Erinnerungs- und Verdienstmedaille von 1797") 1797
- De Medaille van Verdienste van de Neder-Oostenrijks Mobilisatie in 1797 (Duits: "Verdienstmedaille des Niederösterreichischen Mobilisierungsaufgebotes von 1797") 1797
- De Eremedaille voor het Gevecht bij Villiers-en-Couche ("Ehren-Medaille für das Gefecht bei Villiers-en-Couche") 1 mei 1798
- Het Kruis van Verdienste voor Militaire Geestelijken, ("Geistliches Verdienstkreuz") 23 november 1801
- De Meritismedaille 1804
- Het Teken van Onderscheiding, ("Distinktionszeichen") voor veteranen 1807
- De Oostenrijkse-Keizerlijke Leopolds-Orde ("Österreichisch-kaiserlicher Leopold-Orden") 8 januari 1808
- Het Boheems Adelskruis ("Böhmisches Adelskreuz") 3 mei 1814
- Het Legerkruis voor 1813/14 ("Armeekreuz für 1813/14") 13 mei 1814
- Het Burgerlijk Erekruis voor 1813/14 ("Zivil-Ehrenkreuz 1813/14") 13 mei 1814
- De Orde van de IJzeren Kroon ("Orden der Eisernen Krone") 1 januari 1816
- De Herinneringsmedaille aan de Huldiging door Tirol ("Erinnerungsmedaille an die Huldigung Tirols 1838") 12 augustus 1838
- Het Militair Dienstteken ("Miltärdienstzeichen") 19 september 1849
- Het Kruis voor Militaire Verdienste ("Militärverdienstkreuz") 22 oktober 1849
- De Frans Jozef-orde ("Franz-Joseph-Orden") 2 december 1849
- De Herdenkingsmunt voor de Verdediging van Tirol in 1848 ("Denkmünze für die Landesverteidigung Tirols 1848") 21 december 1848
- Het Burgerlijk Kruis van Verdienste ("Zivil-Verdienstkreuz") 16 februari 1850
- De gezamenlijke Oostenrijks-Pruisische Herinneringsmedaille aan de Veldtocht van 1864 in Denemarken, ("Erinnerungsmedaille an den Feldzug 1864 in Dänemark") 10 november 1864
- De Herdenkingsmunt voor de Verdediging van Tirol in 1866 ("Denkmünze an die Tiroler Landesverteidigung von 1866") 17 september 1866
- De Medaille voor de Praagse Burgerwacht ("Prager Bürgerwehrmedaille") 25 oktober 1866
- De Oorlogsmedaille, ("Kriegsmedaille") 2 december 1873
- Het Keizerlijk-Koninklijk Oostenrijks-Hongaars Ereteken voor Kunst en Wetenschap, ("Kaiserlich-königlich österreichisdch- ungarisches Ehrenzeichen für Wissenschaft und Kunst") 18 augustus 1887
- Het Signum Laudis, ("Militär-Verdienstmedaille") 12 maart 1890
- De Herdenkingsmunt voor de Zeereis 1892/93 ("Seereise-Denkmünze 1892/93") 11 november 1893
- De Jubileum-Herinneringsmedaille 1898 voor de Strijdkrachten en de Gendarmerie, ("Jubiläums-Erinnerungsmedaille für die bewaffnete Macht und die Gendarmerie") 18 augustus 1898
- De Eremedaille voor Veertig Jaar Trouwe Dienst, ("Ehrenmedaille für 40jährige Treue Dienste") 18 augustus 1898
- De Jubileum-Herinneringsmedaille 1898 voor ambtenaren, ("Jubiläums-Medaille für Zivilstaatsbedienstete 18 augustus 1898
- De Jubileumsmedaille van de Ere-Kolonel 1898
- De Elisabeth-orde ("Elisabeth-Orden") 17 september 1898
- De Jubileum-Herinneringsmedaille 1898 voor hovelingen, ("Jubiläums-Hof-Medaille") 21 oktober 1898
- De Jubileumsmedaille van de Ere-Kolonel ("Inhaber-Jubiläums-Medaille") 30 november 1898
- Het Herinneringsteken aan Veldmaarschalk Aartshertog Albrecht ("Erinnerungszeichen an Feldmarschall Erzherzog Albrecht") 21 mei 1899
- De Eremedaille voor 25 jaar verdienstelijk Werk op het Gebied van Brandweer en Reddingswezen ("Ehrenmedaille für 25jährige verdienstliche Tätigkeit auf dem Gebiet des Feuerwehr- und Rettungswesens") 24 november 1905
- Het Jubileumskruis 1908 voor de Strijdkrachten, ("Militär-Jubiläumskreuz") 10 augustus 1908
- Het Jubileumskruis 1908 voor ambtenaren ("Jubiläumskreuz von 1908") 20 september 1908
- Het Jubileumskruis 1908 voor Hovelingen, (“Jubiläums-Hofkreuz”) 20 september 1908
- De Herdenkingsmunt voor de Tiroolse Landverdedigers van 1859 ("Denkmünze für die Tiroler Landesverteidiger von 1859") 4 november 1908
- Het Ereteken voor veeljarige Dienst in een Eenheid van de Landstorm ("Ehrenzeichen für vieljährige Verdienstliche Mitgliedschaft bei einer landsturmpflichtigen Körperschaft") 26 november 1908
- Het Huldigingskruis van het Leger, ("Armee-Huldigungskreuz") 2 december 1908
- De Jubileumsmedaille van de Ere-Kolonel voor Buitenlanders 1908
- De Bosnisch-Herzegowenische Herinneringsmedaille "(Bosnisch-Hercegovinische Erinnerungsmedaille") 30 augustus 1909
- De Eremedaille van de Brandweer, ("Feuerwehr-Ehrenmedaille") 27 mei 1911
- Het Mobilisatiekruis 1912/13 ("Erinnerungskreuz 1912/13") 9 juli 1913
- Het Ereteken voor Verdienste voor het Rode Kruis ("Ehrenzeichen für Verdienste um das Rote Kreuz") 17 augustus 1914
- Het Oorlogskruis voor Burgerlijke Verdienste ("Kriegskreuz für Zivilverdienste") 16 augustus 1915
- Het Gedenkteken aan Keizer en Koning Frans Jozef I ("Gedenkzeichen an Kaiser und König Franz Joseph I.") 30 Bovember 1916
- Het Karel-Troepen-Kruis ("Karl-Truppenkreuz") 13 december 1916
- Het Frans Jozef-kruis ("Franz Joseph-Kreuz") 28 november 1916
- De Gewondenmedaille ("Verwundetenmedaille") 12 augustus 1917
- De herstelde Meritismedaille ("Zivil-Verdienstmedaille") 30 april 1918